# Ману південний
Ману́ південний (Cercomacra melanaria) — вид горобцеподібних птахів родини сорокушових (Thamnophilidae). Мешкає в Бразилії, Болівії та Парагваї.

## Опис
Довжина птаха становить 16,5 см. Самець чорний, края покривних пер на крилах білі, кінчики рульових пер білі. Верхня частина тіла самиць сіра, нижня частина тіла світло-сіра, крила і хвіст такі ж, як у самців.

## Поширення й екологія
Південні ману мешкають в центрі і на сході Болівії (Бені, Кочабамба, Санта-Крус), на крайній півночі Парагваю (Альто-Парагвай) і в області Пантаналу на півдні центральної Бразилії (південь Мату-Гросу, захід Мату-Гросу-ду-Сул), Вони живуть в сухих і вологих тропічних і субтропічних лісах, і галерейних лісах на висоті до 800 м над рівнем моря.